# Tripa

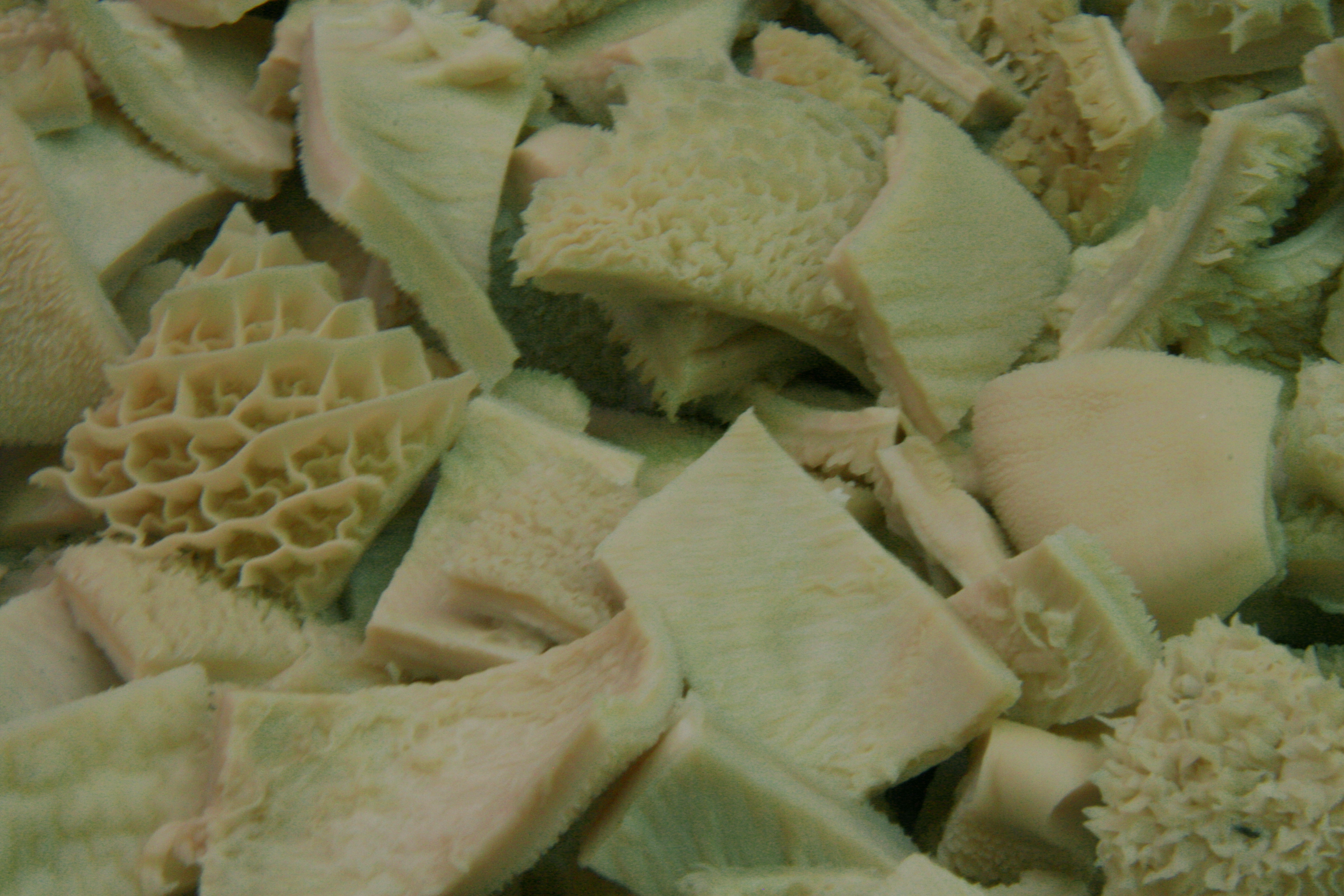
Tripa crua, abans de ser cuinada

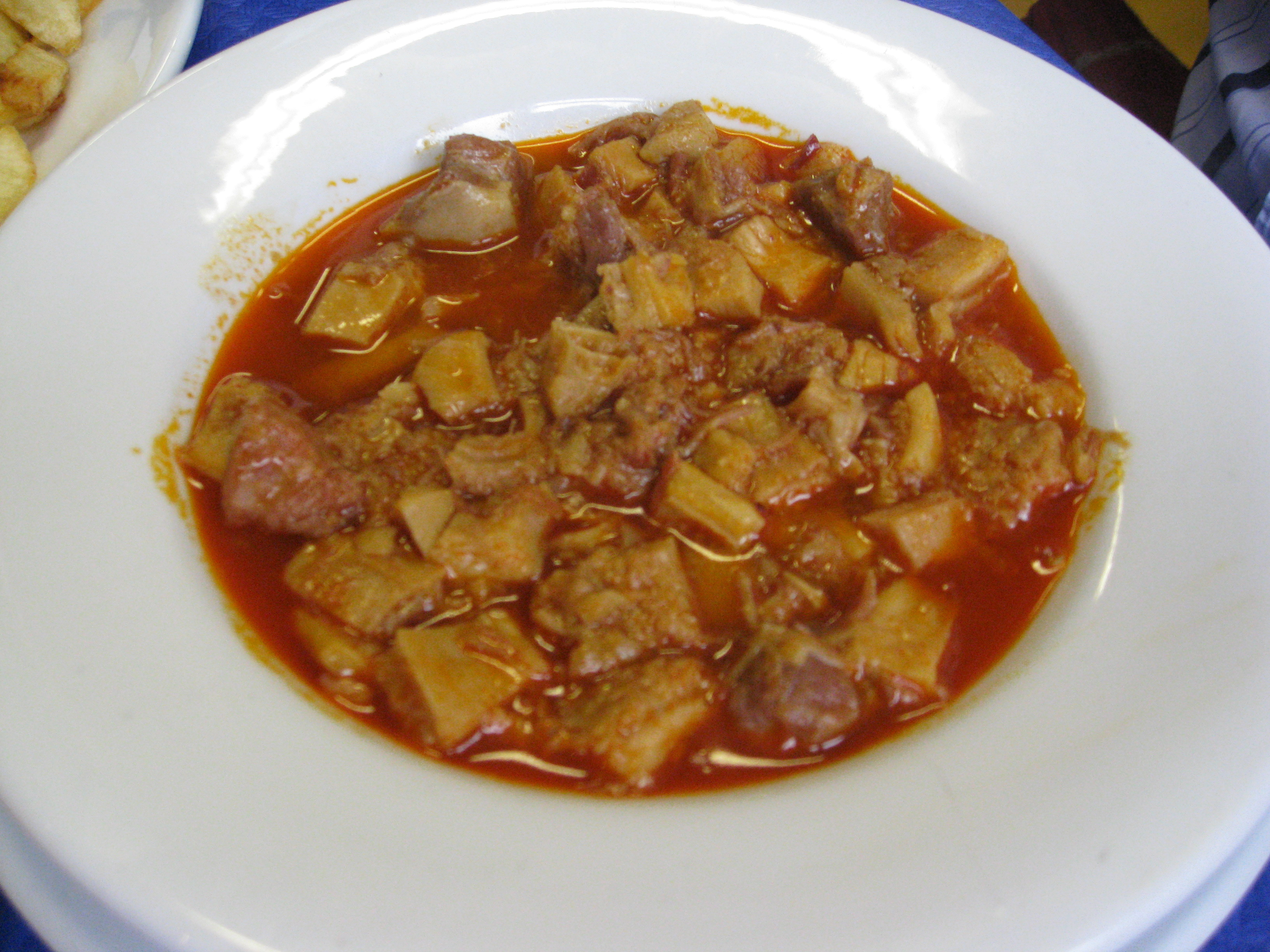
Un plat de tripes

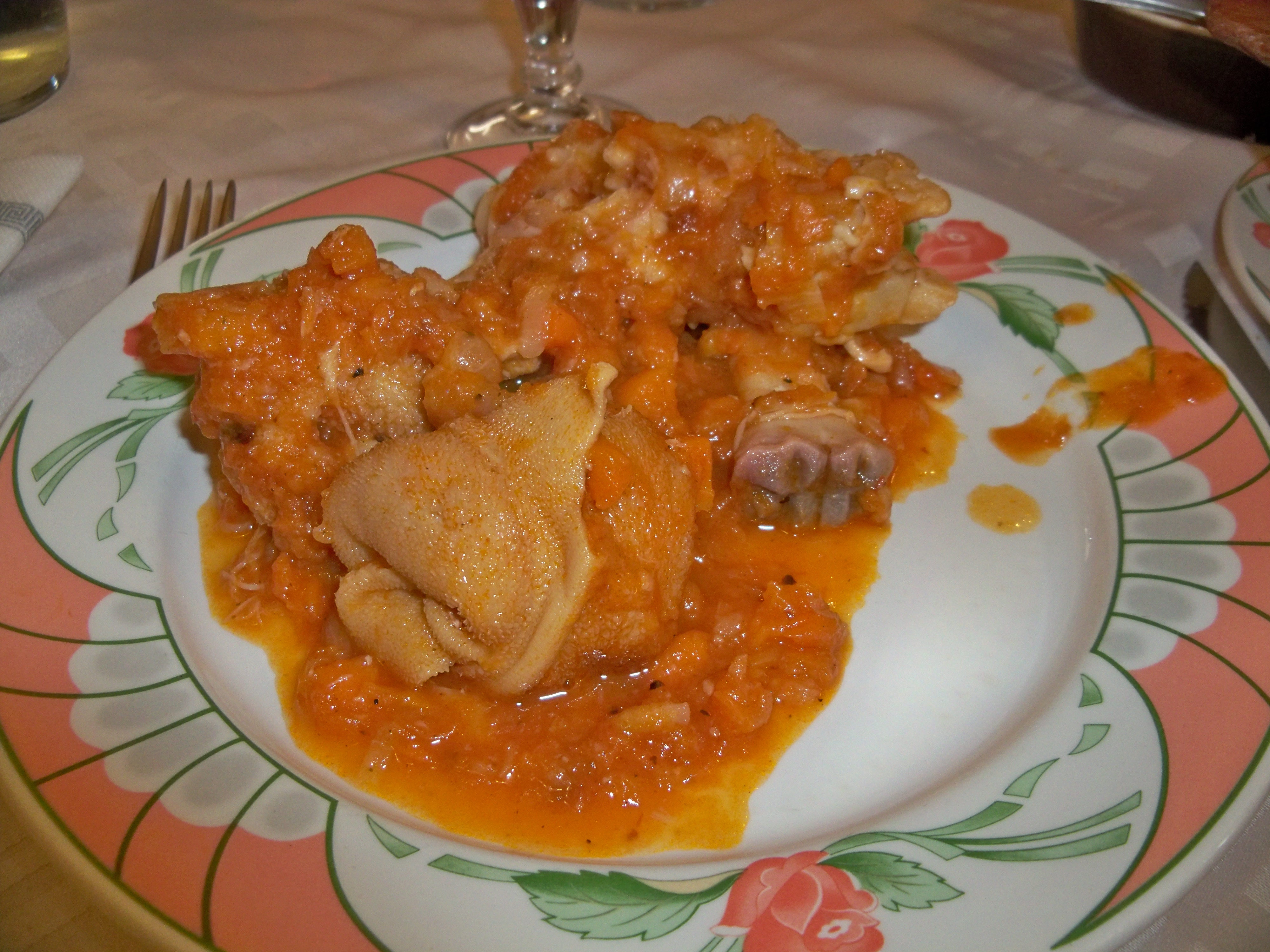
Peus i tripes a la provençal

Les tripes o els budells són, en un context gastronòmic, un tipus de menut procedent de l'estómac d'alguns animals de granja, a la cuina catalana típicament el xai o la vedella.
Tenen diversos usos, com embolicar els embotits o, en el cas de la vedella lactant, s'hi extrau un quall que permet fer formatge, però també es poden preparar (rentant-les durant diverses hores en una salmorra suau) i cuinar les tripes dels remugants, barrejats o no amb altres menuts. En aquest darrer cas en castellà es coneixen com a callos, que és una paraula d'origen gallec derivada de "quall".

## Història
Les tripes són tradicionals a la península Ibèrica i Occitània, entre altres indrets. Als Països catalans pot associar-se amb peu de xai o de vedella. Havia estat un plat d'aprofitament típic de fonda de sisos, menjat per tractants i pagesos els dies de mercat per esmorzar o dinar. En aquestes fondes, que sovint posaven noms enginyosos als plats del dia, anomenaven "samarreta amb allioli" a la tripa al forn. Es tractava de plats populars, ja que les parts més nobles dels animals (el múscul, per exemple) quedava reservada pels més rics. Al camp de Catalunya i de Mallorca les tripes i altres plats a base de menuts s'associaven amb la matança del porc, que al seu torn solia acompanyar alguna festivitat major, com per exemple Pasqua, Nadal o les festes patronals de la localitat. Per aquestes dates, si n'hi havia es menjaven per esmorzar.
L'any 1835 a La cuynera catalana ja s'expliquen receptes amb tripes. Als anys 30 en Josep Pla parla de la pota i tripa (que conté galtes, pota i tripes) com a menjar autòcton català, i el xoriço encara li sembla un producte relativament rar. Sembla que als anys 60 s'hi va introduir massivament el xoriço, el botifarró o morcilla (desplaçant la botifarra d'arròs catalana) i que va créixer un gust per allò mestís i que arribava com a nou, exòtic i diferent. En aquella època es van introduir massivament els callos (tripes) amb salsa cuinats amb xoriço, fins a desplaçar i gairebé fer desaparèixer la pota i tripa tradicional. Actualment, però, ambdues maneres de menjar-les conviuen, i tampoc no és difícil menjar-les a la manera de Caen, de Porto o altres indrets (antics ports i mercats majoritàriament) que han fet famoses llurs tripes.

## Gastronomia
A la cuina catalana les tripes més apreciades són les de xai. Es mengen amb salsa, o bé sofregides amb patates i verdures o hortalisses, amb una salsa agredolça de mel i vinagre, etc. A l'Alguer es mengen amb patates i bitxo, sense tomàquet. La girella és un embotit típic del Pallars Jussà, el Pallars Sobirà i la Ribagorça que es fa amb tripes de xai des d'almenys el segle xv.
A França existeixen una mena de botifarres fetes amb tripes, anomenades andouillettes, a més de diversos farcellets occitans, com els tripons i els trenèls. El plat més tradicional de la cuina escocesa, l'haggis, és fet a base de tripes de xai. Les sopes de tripes són molt comunes a països com Turquia, Romania, Bulgària i Geòrgia.